# GLAAD Media Awards 2018
La 29ª edizione dei GLAAD Media Awards si è tenuta nel 2018, presentata dalla Gay & Lesbian Alliance Against Defamation.
Le candidature sono state annunciate il 19 gennaio 2018. Le cerimonie di premiazione si sono tenute al Beverly Hilton Hotel di Los Angeles il 12 aprile e al Waldorf-Astoria Hotel di New York il 5 maggio.

## Vincitori

### Los Angeles

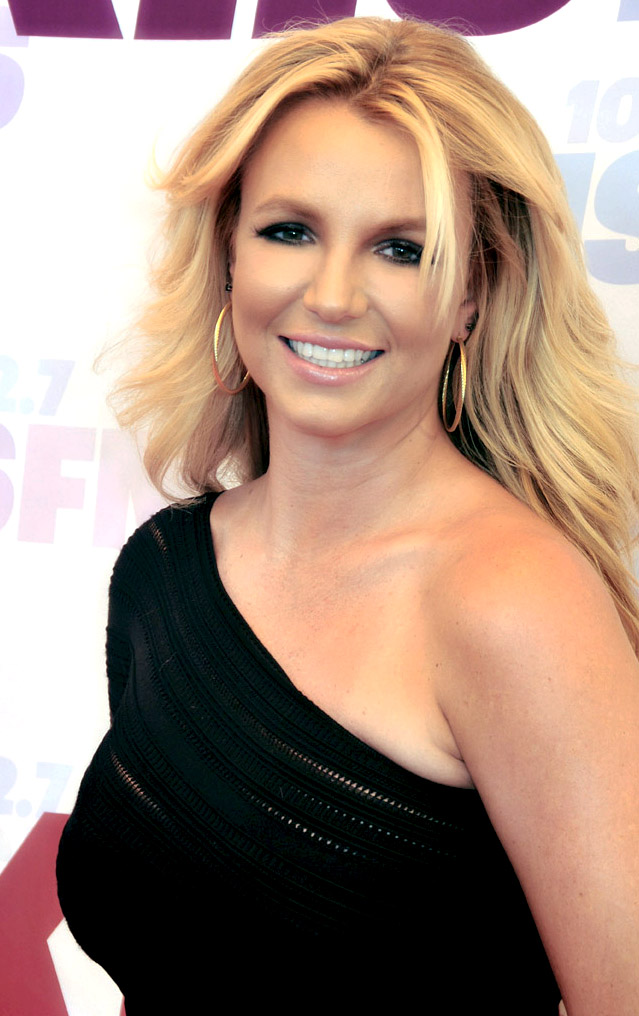
Britney Spears ha ricevuto il Vanguard Award alla cerimonia di Los Angeles.

#### Vanguard Award
- Britney Spears[4]

#### Stephen F. Kozak Award
- Jim Parsons[4]

#### Miglior film della piccola distribuzione
- Una donna fantastica (Una mujer fantástica), regia di Sebastián Lelio
- 120 battiti al minuto (120 battements par minute), regia di Robin Campillo
- La terra di Dio - God's Own Country (God's Own Country), regia di Francis Lee
- Thelma, regia di Joachim Trier
- The Wound, regia di John Trengove

#### Miglior serie commedia
- Brooklyn Nine-Nine
- Transparent
- Crazy Ex-Girlfriend
- The Bold Type
- Modern Family
- One Mississippi
- Giorno per giorno
- Superstore
- Survivor's Remorse
- Will & Grace

#### Miglior serie drammatica
- This Is Us
- Shadowhunters
- Star Trek: Discovery
- Star
- The Handmaid’s Tale
- Nashville
- Doubt - L'arte del dubbio (Doubt)
- Billions
- Sense8
- Wynonna Earp

#### Miglior episodio serie TV
- "Il Ringraziamento" ("Thanksgiving") - Master of None
- "Guerra o pace" ("Chapter 8") - Legion
- "Grace" - Pure Genius
- "Lady Cha Cha" - Easy
- "The Missionaries" - Room 104

#### Miglior film per la televisione o miniserie
- When We Rise
- American Horror Story: Cult
- Feud: Bette and Joan
- Godless
- Queers

#### Miglior fumetto
- Black Panther: World of Wakanda - Roxane Gay, Ta-Nehisi Coates, Yona Harvey e Rembert Browne
- America - Gabby Rivera
- The Backstagers - James Tynion IV
- Batwoman - Marguerite Bennett e James Tynion IV
- Deadman: Dark Mansion of Forbidden Love - Sarah Vaughn
- Goldie Vance - Hope Larson e Jackie Ball
- Iceman - Sina Grace
- Lumberjanes - Kat Leyh, Shannon Watters
- Quantum Teens are Go - Magdalene Visaggio
- The Woods - James Tynion IV

#### Miglior soap opera drammatica
- Beautiful (The Bold and The Beautiful)
- Il tempo della nostra vita (Days of Our Lives )
- Febbre d'amore (The Young & the Restless)

#### Miglior programma per famiglie o bambini
- Andi Mack
- "Chosen Family" - Danger & Eggs
- "The Emergency Plan" - Dottoressa Peluche (Doc McStuffins)
- A casa dei Loud (The Loud House)
- Steven Universe

#### Miglior articolo giornalistico digitale
- "Why Bisexual Men Are Still Fighting to Convince Us They Exist" - Samantha Allen
- "The Ballad of Bobby Brooks, the First Gay Student-Body President of Texas A&M" - Lauren Larson
- "For Those We Lost and Those Who Survived: The Pulse Massacre One Year Later" - James Michael Nichols
- "‘I Am a Girl Now,’ Sage Smith Wrote. Then She Went Missing." - Emma Eisenberg
- "Meet the Transgender Student Who Fought Discrimination at His Maryland High School (and Won)" - Nico Lang

#### Miglior blog
- Transgriot
- Autostraddle
- Gays With Kids
- My Fabulous Disease
- Pittsburgh Lesbian Correspondents

#### Riconoscimento speciale
- In a Heartbeat, scritto e diretto da Esteban Bravo e Beth David
- "Smile" - Jay-Z feat. Gloria Carter

### New York

#### Excellence in Media Award
- Ava DuVernay

#### Vito Russo Award
- Samira Wiley

#### Miglior film della grande distribuzione
- Chiamami col tuo nome (Call Me by Your Name), regia di Luca Guadagnino
- La battaglia dei sessi (Battle of the Sexes), regia di Jonathan Dayton e Valerie Faris
- Lady Bird, regia di Greta Gerwig
- La forma dell'acqua - The Shape of Water (The Shape of Water), regia di Guillermo del Toro
- Professor Marston and the Wonder Women, regia di Angela Robinson

#### Miglior documentario
- Gender Revolution: A Journey with Katie Couric'
- Chavela, regia di Catherine Gund e Daresha Kyi
- Kiki, regia di Sara Jordenö
- Real Boy, regia di Shaleece Haas
- This is Everything: Gigi Gorgeous, regia di Barbara Kopple

#### Miglior reality show
- Survivor: Game Changers
- Gaycation with Ellen Page
- I Am Jazz
- The Voice

#### Miglior articolo su una rivista
- "Forbidden Lives: The Gay Men Who Fled Chechnya's Purge" - Masha Gessen, The New Yorker
- "America's Hidden H.I.V. Epidemic" - Linda Villarosa, The New York Times
- "Beyond 'He' or 'She': The Changing Meaning of Gender and Sexuality" - Katy Steinmetz, Time
- "Free Radical" - Nathan Heller, Vogue
- "Trans, Teen, and Homeless" - Laura Rena Murray, Rolling Stone

#### Miglior cantante
- Halsey - Hopeless Fountain Kingdom
- Miley Cyrus - Younger Now
- Honey Dijon - The Best of Both Worlds
- Kehlani - SweetSexySavage
- Kelela - Take Me Apart
- Kesha - Rainbow
- Perfume Genius - No Shape
- Sam Smith - The Thrill of It All
- St. Vincent - Masseduction
- Wrabel - We Could Be Beautiful

#### Miglior episodio talk show
- "Australia Marriage Equality" - Last Week Tonight with John Oliver
- "Danica Roem" - The Opposition with Jordan Klepper
- "Laila and Logan Ireland, Transgender Military Couple" - The Ellen DeGeneres Show
- "Laverne Cox and Gavin Grimm" - The View
- "Trans Veterans React to Ban" - The Daily Show with Trevor Noah

#### Miglior articolo su un giornale
- "The Silent Epidemic: Black Gay Men and HIV" - The Atlanta Journal-Constitution
- "Pulse Victims’ Families in Puerto Rico: ‘We Have to Cry Alone" - Jennifer A. Marcial Ocasio, Orlando Sentinel
- "Fearfully and Wonderfully Made: The Journey of a Transgender Man" - Lauren McGaughy, The Dallas Morning News
- "Lesbian College Coaches Still Face Difficult Atmosphere to Come Out" - Shannon Ryan, Chicago Tribune
- "Revised Guidance on HIV Proves Life-Transforming" - Lenny Bernstein, The Washington Post

#### Miglior servizio giornalistico TV
- "Murders Raise Alarm for Transgender Community" - NBC Nightly News with Lester Holt
- "The Abolitionists Face the Love Army" - KAPP-KVEW Local News
- "DJ Zeke Thomas Goes Public" - Good Morning America
- "Transgender Murders in Louisiana Part of Disturbing Trend" - CBS Evening News
- "Transgender Rights under Fire in Trump Era" - AM Joy

#### Miglior servizio giornalistico TV di un giornale
- "The Pulse of Orlando: Terror at the Nightclub" - Anderson Cooper 360
- "A Boy Named Lucas" - 20/20
- "China Queer" - The Naked Truth
- "Gay Purge?" - Nightline
- "Trans Youth" - VICE on HBO

#### Miglior rivista
- Billboard
- The Advocate
- People
- Teen Vogue
- Time

#### Miglior articolo giornalistico digitale - Mutimedia
- "‘This Is How We Win’: Inside Danica Roem’s Historic Victory" - Diana Tourjée
- "Former Patriots and Chiefs Tackle Ryan O’Callaghan Comes Out as Gay" - Cyd Zeigler
- "Made to Model: Trans Beauty in Fashion"
- "Transgender Day of Remembrance" - Saeed Jones
- "US Travel Ban Leaves LGBT Refugees in Limbo" - Nina dos Santos